# Vescan
Daniel Leonard Vescan (n. 26 mai 1987, Cluj-Napoca, România) cunoscut sub numele de scenă Vescan, este un rapper român.

## Debutul
În 2006 a debutat în muzică ca făcând parte din trupa Re Vers împreună cu prietenul său Marius Chiorean (Masteru'). Împreună au lansat primul album intitulat „Învață, zâmbește, trăiește” care conține piese cu trupe precum Camuflaj și Personal. După destrămarea trupei, acesta a ales să înceapă o carieră solo și a ajuns să colaboreze cu mulți artiști.

## Cariera
Doi ani mai târziu, Vescan, lansează primul album din cariera solo „Dansez cu pozele vechi”. Albumul conține 19 piese și a avut multe colaborări cu artiști precum: Anda Dumitriu, Daniel Nicula (Dj Wicked), Dj Twist, Fely, Katana, Style Da Kid, Alama.
În 2009, lansează un album numit „Ochii Străzii” alături de Dj Wicked care cuprinde doar 6 melodii. acesta inspirându-se din problemele vieții de zi cu zi. A colaborat cu Bibanu Mixxl și Ligia Moldovan.
În anul 2010, Vescan alături de Ligia, încep materialul „Crazy Life”  care este promovat prin videoclipul piesei „Ultima Ploaie”, conceput de Creative Monkeyz.
În 2011 începe colaborarea cu Mahia Beldo (Mihai Boldea) în urma căreia rezultă 2 piese: „One life” și „Spune Lumii” cu tot cu videoclip.
Anul 2013 a fost perioada care i-a adus succes cântărețului. Acesta a lansat piesa „Multă baftă” alături de Maku. Următoarele colaborări pe care le are artistul în același an sunt cu Kamelia Hora cu „Piesa mea preferată” și cu Alina Eremia, cu piesa „În dreapta ta”. Aceste două melodii au avut mare succes atât la radio cât și pe posturile de muzică de la televizor ajungând în top 10 Media Forest România.
Anul 2014 vine cu primul premiu pentru artist. Acesta a câștigat primul trofeu la Romanian Music Awards (RMA) Brașov, la categoria „Strongest message” cu piesa „Poză de album” colaborare cu Mellina.
În 2016 lansează proiectul X-session în care apare piesa „Las-o” împreună cu Florin Ristei, cu care a câștigat trofeul „Summer Hill”. Acesta lansează și „Tic-Tac” ajungând în topurile muzicii românești.
În 2017, lansă alături de Mahia Beldo melodia "Plecați din capul meu"
În 2018 a lansat a doua piesă în albumul „Muzică sau nebunie” împreună cu Raluka în studioul Mango Records.
În 2019 a lansat piesa solo „Muzica sau nebunie II” , ultima sa piesă până în prezent.
În 2022 a lansat piesa „Iartă-mă în lume” împreună cu Mahia Beldo.
În 2023 a lansat 4 piese „Colegi de apartament” împreună cu Eva Timush, Vineri 13 împreună cu Majii, Alo, Alo împreună cu Mira și Campionul de tine împreună cu Antonia.
În 2024 a lansat „Sătui de probleme” împreună cu Olivia Addams.

## Discografie

### Album
- Re'vers - Învață, Trăiește, Zâmbește... (2006)
- Dansez Cu Pozele Vechi (2008)
- O Zi În Teneșii Mei (2013)

### Ep-Ul
- Ochii Străzi (2008)
- Crazy Life (2010)

### Single
- „Alb Negru” (2008)
- „Ultima Ploaie” (cu Ligia) (2008)
- „Cu Gândul La Ea” (cu RimeZic) (2009)
- „One Life” (cu Bogdan Ioan) (2011)
- „Spune Lumii” (cu Mahia Beldo și OneShot) (2011)
- „Multe Baftă” (cu Marku & Praetor) (2013)
- „Piesa Mea Preferată” (cu Kamelia Hora) (2013)
- „În dreapta ta” (cu Alina Eremia) (2013)
- „Muzică sau Nebunie” (cu Mahia Beldo și DJ Wicked) (2014)
- „Poze de Album” (cu Mellina) (2014)
- „Le știu” (cu Doddy) (2014)
- „Cuminte de Crăciun” (cu Ester Peony, Ana Baniciu, Puya, Doddy, Mahia Beldo) (2014)
- „Cutremur în inima mea” (cu Melina) (2015)
- „Sub Aripa ta” (cu Ester Peony) (2015)
- „Oameni” (cu Ester Peony, ALAN & KEPA) (2015)
- „Al tău împiedicat” (cu Ligia) (2015)
- „Se poate” (cu Alama & DJ AMY) (2015)
- „Iartă” (cu Bibanu & Mihaela Runceanu) (2015)
- „Pasiune” (cu Puya & Elena Ionescu) (2016)
- „Las-o” (cu Florin Ristei) (2016)
- „Tic-Tac” (cu Mahia Beldo) (2016)
- „Vecina” (cu Shift & Doddy) (2016)
- „Baeram” (cu Puya) (2016)
- „Pagini de istorie” (cu Puya, Ligia, Mahia Beldo) (2016)
- „Du-te Vino” (cu Puya & Ligia) (2016)
- „Plecați din capul meu” (cu Mahia Beldo) (2017)
- „Pe minus mereu” (cu Sișu Tudor & DJ Wicked) (2017)
- „Te Întorci Acasă” (cu Aris) (2017)
- „Ca Doi Necunoscuți” (cu Raluka) (2018)
- „Dansul Banilor” (cu Mahia Beldo) (2018)
- „Ce-O Fi, O Fi” (cu Mira) (2018)
- „Am Uitat Să Fim Oameni” (2019)
- „Pierde Tot Anu” (cu Noaptea Târziu) (2019)
- „Muzică sau Nebunie 2” (2019)
- „Iartă-mă lume” (cu Mahia Beldo) (2022)
- „Colegi de apartament” (cu Eva Timush) (2023)
- „Vineri 13” (cu Majii) (2023)
- „Alo, Alo” (cu Mira) (2023)
- „Campionatul din tine” (cu Antonia) (2023)
- „Sătui de probleme” (cu Olivia Addams) (2024)